# 슬리퍼웨이 캠프 2
슬리퍼웨이 캠프 2(Sleepaway Camp II: Unhappy Campers)는 미국에서 제작된 마이클 A. 심슨 감독의 1988년 영화이다. 파멜라 스프링스틴 등이 주연으로 출연하였고 크리쉬나 샤 등이 제작에 참여하였다.

## 출연

### 주연
- 파멜라 스프링스틴
- 리니 에스테베즈

### 조연
- 토니 히긴스
- 발레리 하트먼
- 브라이언 패트릭 클락
- 월터 고텔

## 제작진
- 협력프로듀서: 로버트 F. 필립스
- 배역: 샤이 그리핀